# Alfonso Chacón Rodríguez
Alfonso Chacón Rodríguez (San José, 1967) es un escritor costarricense. Es doctor en ingeniería electrónica por la Universidad Nacional de Mar del Plata (Argentina) y actualmente profesor investigador en el Instituto Tecnológico de Costa Rica.
Es autor de tres volúmenes de cuentos y cinco novelas, una de las cuales, El luto de la libélula (2011), le valió ese año el Premio Nacional de Novela Aquileo J. Echeverría, ex aequo junto a Warren Ulloa. Su novela más reciente es El castillo inverso, publicada por Editorial Caligrama en 2025. 

## Obra literaria

### Cuentos
- El reloj maldito (San José: el autor, 1996)
- Cuentos improbables (San José: EUNED, 2000)
- Crónicas del regreso: señores del Mictlán (Amazon Digital Services LLC, 2016)

### Novelas
- El tiempo en los ojos (San José: Editorial San Judas Tadeo, 2000)
- Cuando los ángeles juegan a la suiza (San José: Universidad de Costa Rica, 2003)
- El luto de la libélula (San José: UCR, 2011)
- Todos los nombres (Amazon Digital Services LLC, 2018)
- El castillo inverso (Editorial Caligrama, 2025)

## Premios
En 1998 obtuvo una mención de honor en el concurso literario UNA-palabra de la Universidad Nacional de Costa Rica por los relatos recogidos en Cuentos improbables. 
En 2011 obtuvo el Premio Nacional de Novela Aquileo J. Echeverría por El luto de la libélula.

## Reseñas sobre su obra
Con respecto a su novela, El castillo inverso, la revista Publishers dice: "Obra de innegable profundidad literaria, cuya inclusión en el sello Talento de la editorial constituye un merecido reconocimiento a su excelencia narrativa y conceptual (...). La figura de sor Alicia, protagonista de aristas psicológicas sutilmente delineadas, encarna con rigor intelectual la eterna pugna entre fe y razón, ciencia y misticismo, que Chacón despliega a lo largo de la obra. La mansión Quintana Olmedo, escenario cargado de simbolismo y ecos góticos, es un (muy) llamativo espacio metafórico donde los traumas del pasado y los terrores de lo inexplicable convergen en un inquietante y logrado juego de espejos. Chacón Rodríguez exhibe una prosa pulida, rica en matices sensoriales y referencias cultas, que recuerda, en su lirismo contenido y su densidad atmosférica, a autores como Eco o Zafón (...). Una novela imprescindible para los amantes del misterio literario en su expresión más elevada". 